# AJINOMOTO SOUND SEASONING
AJINOMOTO SOUND SEASONING (アジノモト・サウンド・シーズニング）は、J-WAVEで放送されていたラジオ番組。提供は味の素。

## 放送時間
- 土曜 18:00-18:54（2004年10月-2006年3月）

## ナビゲーター
- パパイヤ鈴木
- クリス智子

## 番組内容
ゲストを招いてのトーク。また、ゲストによるスタジオライブや朗読も行なわれた。